# Étoile de Bessèges 2009
| Sieger   | Thomas Voeckler    | 14:53:55 h |
| Zweiter  | Jure Kocjan        | +1:07 min  |
| Dritter  | Juri Trofimow      | +1:08 min  |
| Vierter  | Johnny Hoogerland  | +1:20 min  |
| Fünfter  | Sébastien Minard   | +1:32 min  |
| Sechster | Jonathan Hivert    | gl. Zeit   |
| Siebter  | Bjorn Leukemans    | +1:34 min  |
| Achter   | Damien Monier      | +1:35 min  |
| Neunter  | Matthieu Ladagnous | gl. Zeit   |
| Zehnter  | Pierrick Fédrigo   | gl. Zeit   |

Der 37. Étoile de Bessèges ist ein Straßenradrennen, welches vom 4. bis 8. Februar 2009 über 706 km im Rahmen der UCI Europe Tour 2009 stattfand. Die Strecke führte die Fahrer über fünf Etappen und 706 km von Bellegarde nach Bessèges. Gesamtsieger wurde der Franzose Thomas Voeckler vom Team BBox Bouygues Télécom.

## Teams
- BBox Bouygues Télécom
- Silence-Lotto
- Cofidis
- Skil-Shimano
- ag2r La Mondiale
- Landbouwkrediet-Tönissteiner
- Vacansoleil Pro Cycling Team
- Bretagne-Schuller
- Topsport Vlaanderen1
- Agritubel
- An Post-M. Donnelly-Grant Thornton-Sean Kelly Team
- Auber 93
- Roubaix Lille Métropole
- Verandas Willems
- Besson Chaussures-Sojasun
- Cycling Club Bourgas
- Carmiooro & A-Style

1 Das Team zog sich nach dem überraschenden Tod ihres Fahrers Frederiek Nolf bei der Katar-Rundfahrt nach der 1. Etappe zurück.

## Etappen
| Etappe    | Tag        | Start–Ziel                              | km    | Etappensieger      | Führender       |
| --------- | ---------- | --------------------------------------- | ----- | ------------------ | --------------- |
| 1. Etappe | 4. Februar | Bellegarde–Le Grau-du-Roi               | 128,0 | Jimmy Casper       | Jimmy Casper    |
| 2. Etappe | 5. Februar | Nîmes–Saint-Ambroix                     | 149,0 | Jimmy Casper       | Jimmy Casper    |
| 3. Etappe | 6. Februar | Branoux-les-Taillades–La Grand-Combe    | 134,0 | Jure Kocjan        | Jure Kocjan     |
| 4. Etappe | 7. Februar | Allègre-les-Fumades–Allègre-les-Fumades | 150,0 | Bjorn Leukemans    | Thomas Voeckler |
| 5. Etappe | 8. Februar | Gagnières–Bessèges                      | 145,0 | Jean-Eudes Demaret | Thomas Voeckler |